# مسجد جامع کوالا لامپور

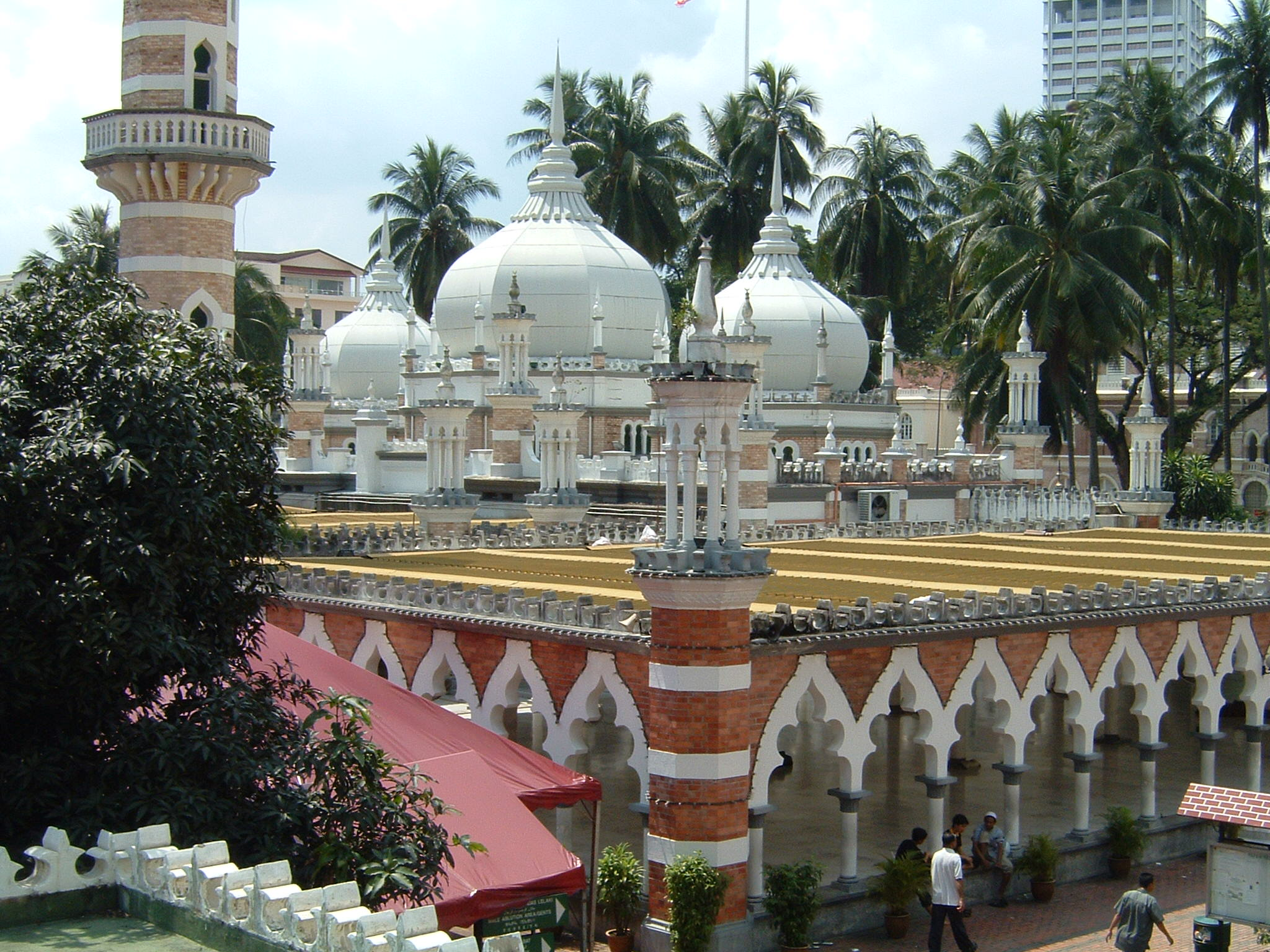

مسجد جامع کوالا لامپور از کهن‌ترین مساجد مالزی و قدیمی‌ترین مسجد کوالا لامپور است. این مسجد در محل به هم پیوستن دو رود کلانگ و گومباک در محله تون پرئا واقع شده‌است. معمار هوبوک، طرح اصلی مسجد را در سال ۱۹۰۹ ریخت. به دستور سلطان سلانگور، نخستین نماز جمعه در همان سال در این مسجد برگزار گردید. محل بنیاد این مسجد، پیشتر قبرستان مردم مالایی بود. پیش از بنیاد شدن مسجد نگارا، این مسجد اصلی‌ترین مسجد کوالا لامپور بود. سبک معماری این مسجد دارای ویژگی‌های مغولی و مراکشی است و نشانه‌هایی از طرح‌های اسپانیایی نیز در آن دیده می‌شود.

## نگارخانه

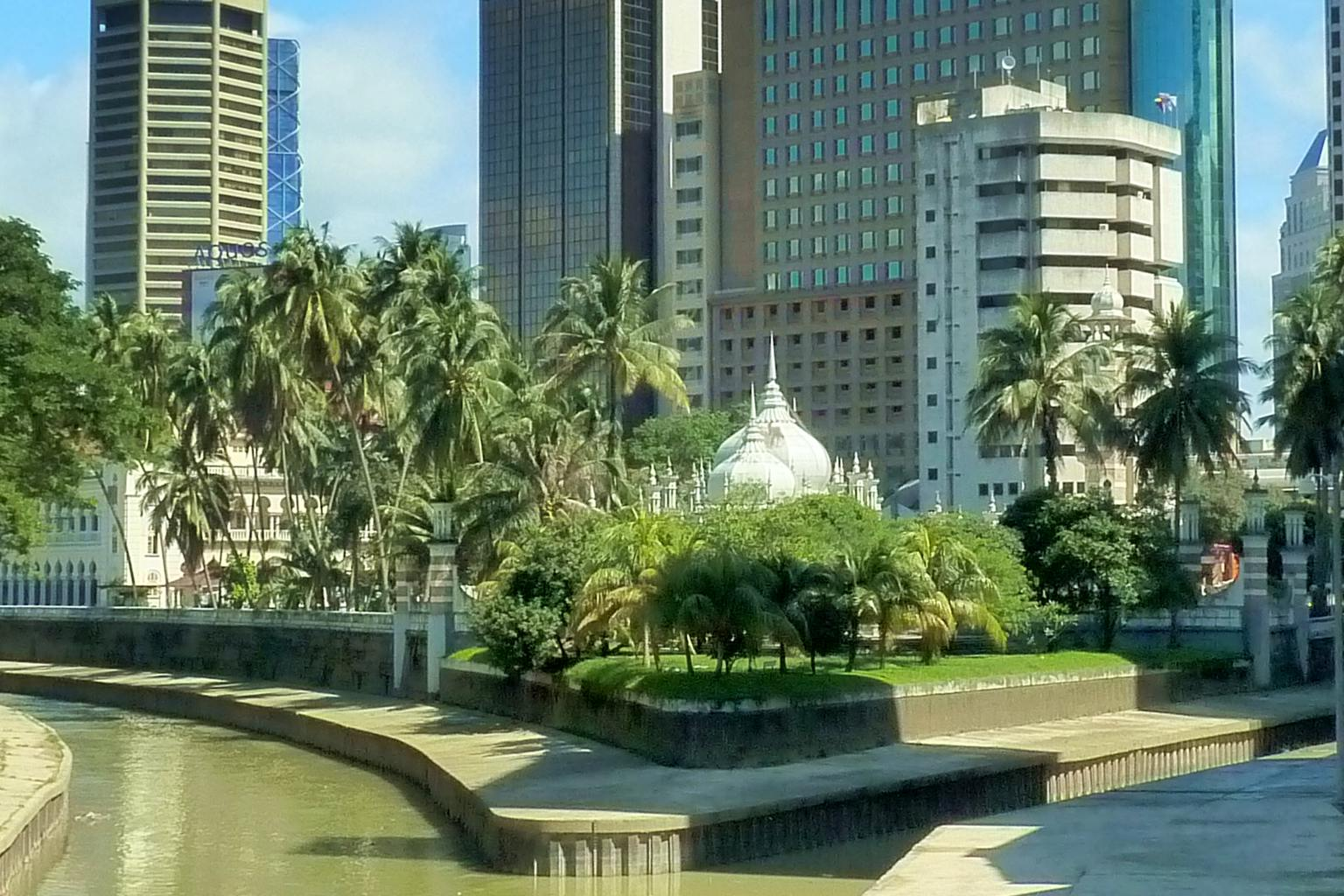
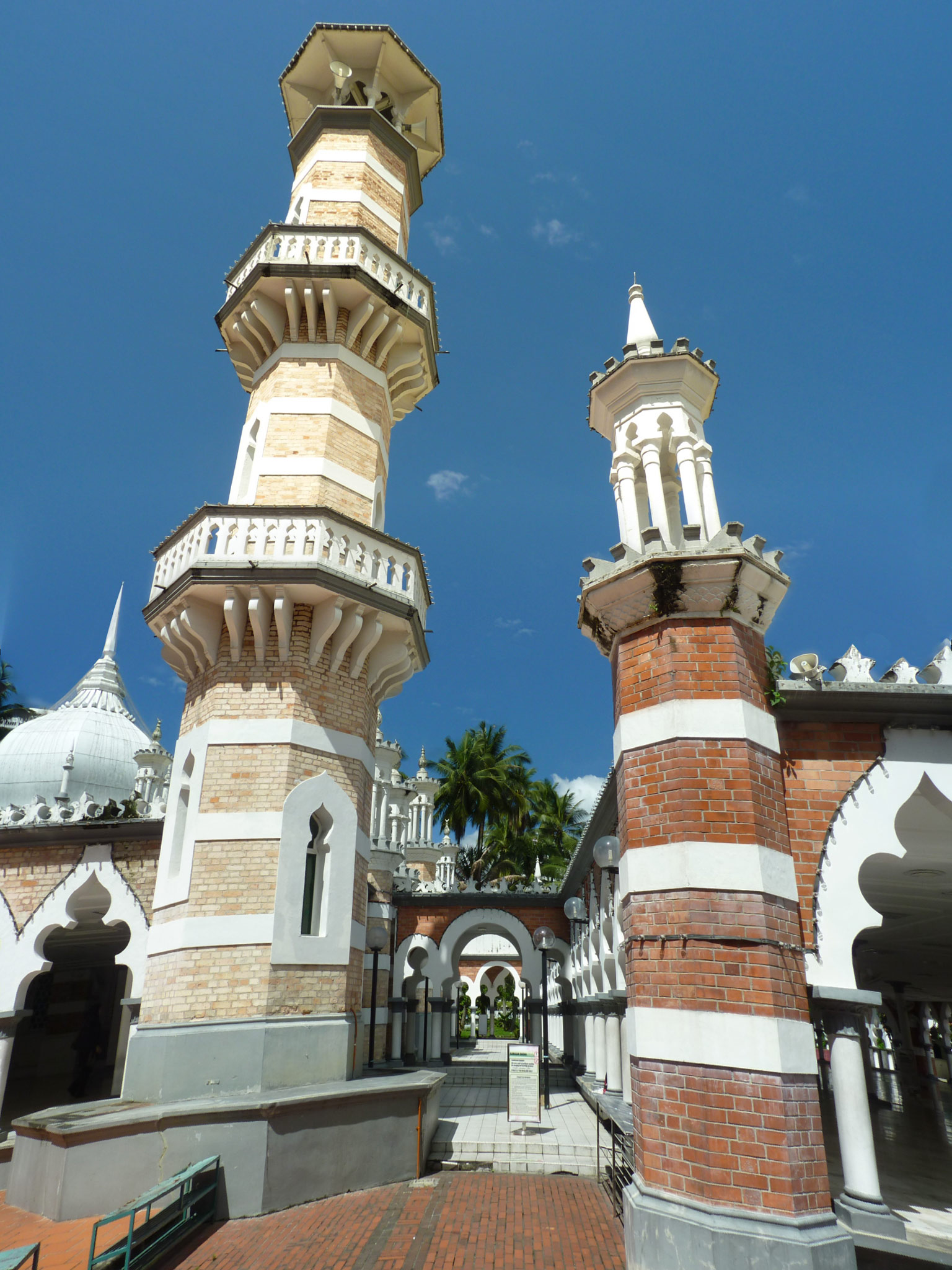